# Bottarvegården

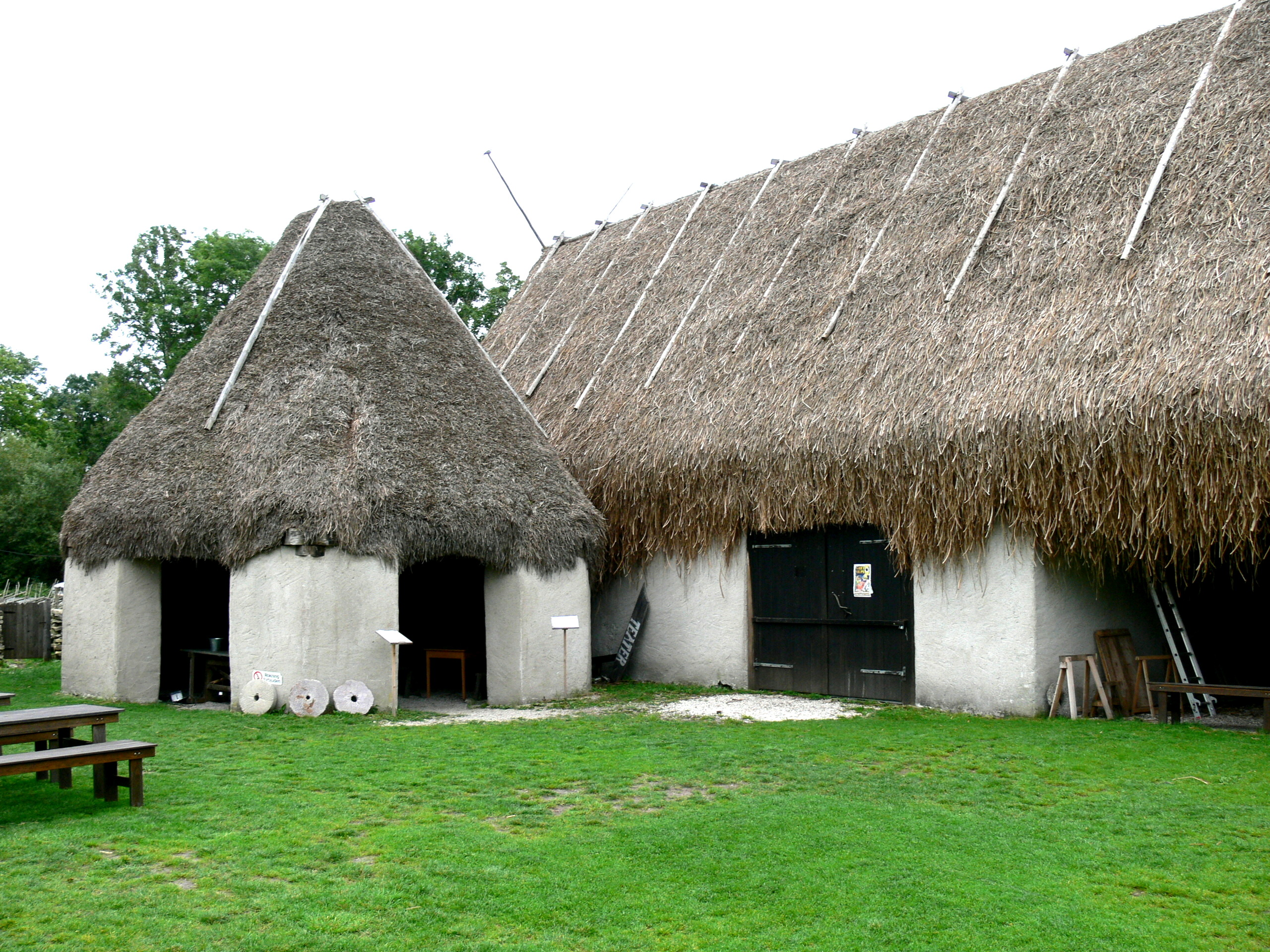
Ladugården.

Bottarvegården är ett gårdsmuseum i Norrbyn, Vamlingbo socken på södra Gotland. Gården är från 1800-talets mitt och visar hur folket levde på en storbondes gård förr i tiden. Den är museum med utställningar, föreläsningar, musik, kafé och hantverksbutik. Gården är öppen sommartid.
Bottarve är en av tre gårdar i byn och den enda ligger kvar i ursprungligt läge sedan före storskilftet i slutet av 1800-talet. Genom ingripande från Oscar Wennersten räddades byggnaden sedan den 1918 sålts till ett skogsbolag och blev 1922 museum.
Gårdsbyggnaderna är från 1800-talet. Huvudbyggnaden tillkom 1844 enligt en datering över dörren. Ladugården från 1890-talet brann ner 1985 och återuppbyggdes 1986. Alla byggnader är av sten. Bostadshuset har tak av stenflisor medan uthusbyggnaderna har typiska gotländska agtak. Möbler och lösöre finns bevarat.